# Ácsteszér

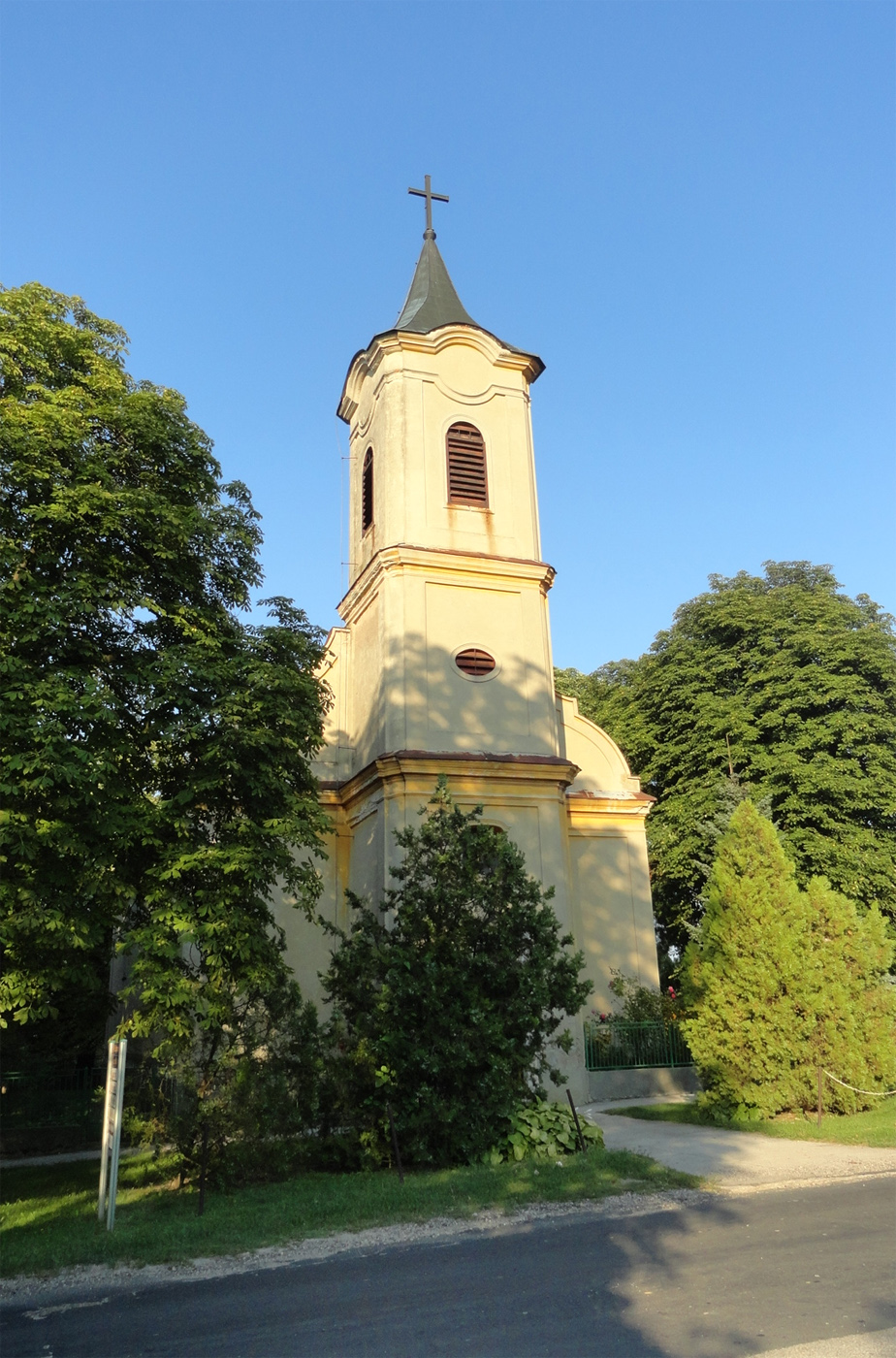
Sankt Martins romersk-katolska kyrka i Ácsteszér.

Ácsteszér är ett mindre samhälle i provinsen Komárom-Esztergom i Ungern. År 2019 hade Ácsteszér totalt 710 invånare.